# Blat
Blat (en ruso: блат) es un término que apareció en el antiguo Imperio Ruso, y luego en la posterior Unión Soviética para referirse al uso de acuerdos informales, conexiones personales, intercambios de servicios, contactos dentro de la estructura burocrática del PCUS, conseguir en el mercado negro algunos productos racionados o no disponibles al público en general en él o simplemente salir del paso.
El sistema del blat llegó a la conformación de una red social similar a las redes Good ol' boy network (Estados Unidos), Old boy network (Reino Unido y antiguo Imperio Británico), o Guanxi (China).
De forma similar, el término blatnoy se refiere a un hombre que obtiene un trabajo o logra el ingreso a una universidad a partir de sus conexiones personales, o a veces directamente mediante sobornos. En las antiguas repúblicas pertenecientes a la Unión Soviética, los blatnoy tenían una demanda relativamente elevada, tanto que era difícil acceder a determinados puestos o inscribirse en determinadas universidades importantes sin las conexiones adecuadas.

## Origen etimológico
Según Max Vasmer, el origen de la palabra rusa blat es el término yídish blatt, el cual significa “nota en blanco” o “lista”. Sin embargo, de acuerdo a Vasmer y a N. M. Shansky, blat también podría haber ingresado al idioma ruso a través de la palabra polaca blat (de igual grafía, solo que escrita directamente mediante el alfabeto latino y no el cirílico), la cual es un sustantivo que significa “alguien que provee de un paraguas” (o una cubierta) .
La palabra se convirtió en parte del argot criminal del Imperio Ruso de comienzos del siglo XX, poco antes de la Revolución bolchevique de fines de 1917, donde estaba relacionada con una actividad criminal relativamente menor, como los pequeños hurtos o robos.
Blatnoy originalmente significaba “uno que poseía los papeles correctos”, lo que -entre los funcionarios corruptos de la Rusia Imperial y de la posterior Unión Soviética- indicaban que el blatnoy estaba bien conectado. La palabra blatnoy también llegó a indicar el estatus que tenía la carrera delincuencial de alguien dentro del submundo criminal ruso. El uso de términos compuestos relacionados al hampa (por ejemplo, lenguaje blatnoy o fenya, comportamiento blatnoy, perspectiva blatnoy) es de uso relativamente reciente y es técnicamente incorrecto, aunque se ha vuelto creciente y hasta prevaleciente. El uso adverbial de esta palabra es (ruso: по блату), el cual significa “por o vía blat”.

## Uso histórico
La palabra era primariamente usada para describir relaciones de negocios, en la que individuos intercambiaban favores.
Debido a que en la Unión Soviética la oficina nacional del Gosplán no era capaz de calcular con precisión planes eficientes (y en algunos casos hasta no podía determinar si determinado plan específico era factible o no), las empresas con frecuencia debían depender de gente con las debidas conexiones, quienes podrían hacer uso del blat para ayudar a que las respectivas cuotas de producción preestablecidas pudiesen ser efectivamente alcanzadas. Finalmente la mayoría de las empresas estatales llegaron a tener un especialista dedicado en suministros, -un tolkach (literalmente “empujador” o “el que empuja”) para realizar esta tarea.